# Frochtarstwo
Frochtarstwo (frokt) – procedura stosowana w handlu wiślanym przez magnatów w Rzeczypospolitej Obojga Narodów polegająca na przewozie szlacheckimi pojazdami wodnymi towarów należących do mieszczan. Za dodatkową opłatą towar kupiecki był w ten sposób deklarowany jako szlachecki, co zwalniało go z opłat celnych.